# Nabil Sza’as
Nabil Sza’as (arab. نبيل شعث; ur. 1937) – polityk palestyński.
Od kwietnia 2003 do lutego 2005 jako pierwszy w historii sprawował urząd ministra spraw zagranicznych Autonomii Palestyńskiej. Pełnił również obowiązki premiera w grudniu 2005, po rezygnacji Ahmada Kuraja ze stanowiska w związku z ubieganiem się o miejsce w parlamencie.